# مورفيا دي ميليتين
مورفيا دي ميليتين (توفيت في 1 أكتوبر ق. 1127) كانت الملكة القرينة لمملكة القدس الصليبية من عام 1118 حتى وفاتها. كانت أرمنية من حيث العرق وملتزمة بالعقيدة كنيسة الروم الأرثوذكس . كان والدها غابرييل أحد أمراء الحرب في شمال سوريا . كان يرغب في تزويجها لأحد قادة حملات الصليبية الذين كانوا يقتطعون دويلات في بلاد الشام ، وفي النهاية اختار الكونت بلدوين الثاني ملك الرها . تزوجا حوالي عام 1100 وأنجبا أربع بنات: ميليسندا ، أليس ، هودرنا ، ولوفيتا . في عام 1118، تم انتخاب بلدوين ملكًا على القدس ؛ وفي العام التالي، أصبحت مورفيا أول امرأة تتوج ملكة على القدس .